# Eupithecia innotata innotata
Eupithecia innotata, tên cũ là Eupithecia innotata nhưng ngày nay được thống nhất với Ash Pug (E. i. fraxinata), là một loài bướm đêm thuộc họ Geometridae. Loài này được tìm thấy ở châu Âu.
Sải cánh dài approximately 21 mm. Chiều dài cánh trước là 10–12 mm. Con trưởng thành bay làm hai đợt, từ tháng 5 đến tháng 6 và một lần nữa vào tháng 8. .
Ấu trùng ăn Mugwort, Artemisia, Elderberry và Hawthorn.

## Hình ảnh

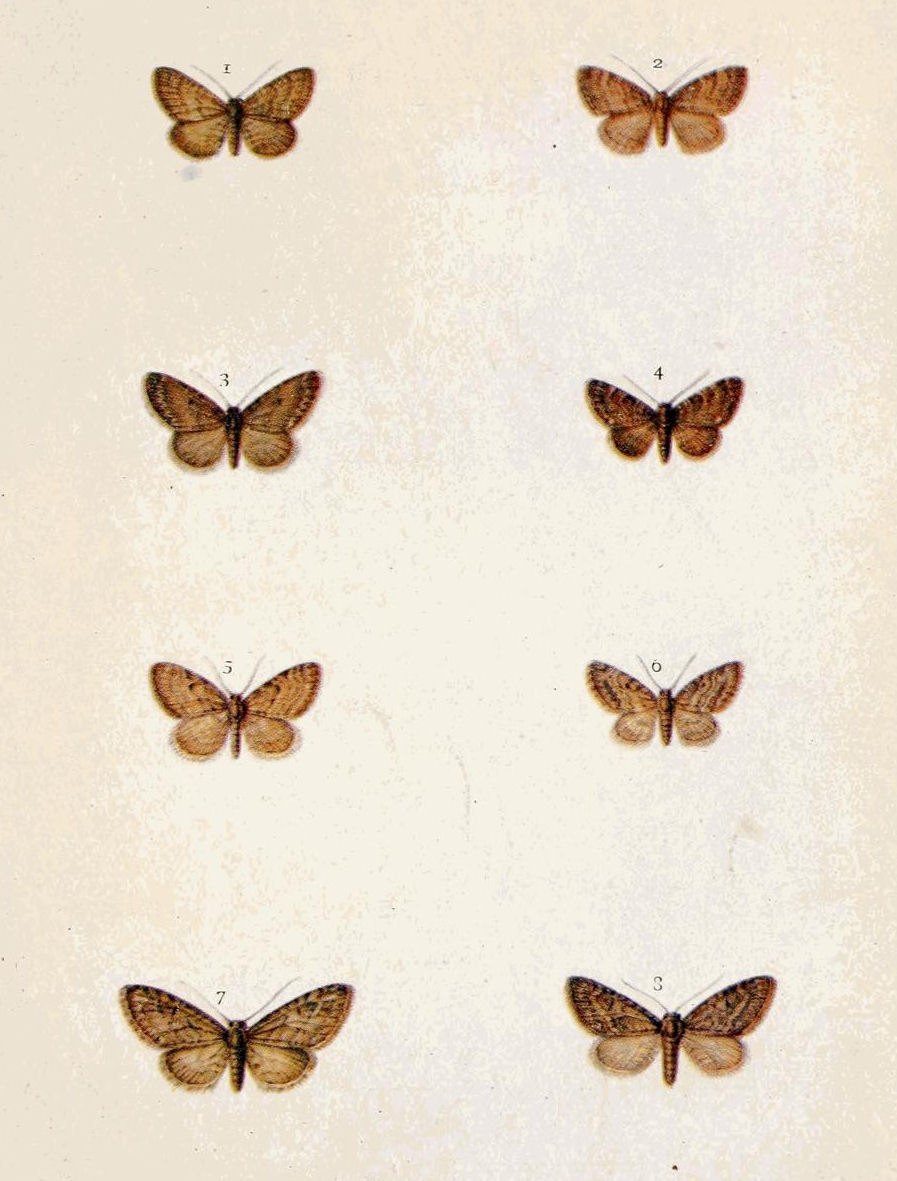